# محافظ (فیلم ۲۰۱۹)
محافظ (به تامیلی: Kaappaan) فیلمی محصول سال ۲۰۱۹ و به کارگردانی کی. وی. آناند است. در این فیلم بازیگرانی همچون سوریا، موهن لال، آریا، سایشا سایگال، بومان ایرانی، ساموتیراکانی، چیراگ جانی و آنتونی ایفای نقش کرده‌اند.